# 1-ヘキセン
1-ヘキセン（1-Hexene）はC6H12の分子式を持つアルケンである。α位に二重結合を持つため反応性が高く、化学的に有用である。消防法による第4類危険物 第1石油類に該当する。

## 合成
工業的には、1-ヘキセンは2つの方法で合成される。エチレンのオリゴマー化かまたはフィッシャー・トロプシュ法である。この他に、規模は小さいがアルコールの脱水反応による方法もある。1970年代までは、蝋の熱分解によっても作られていた。1-ヘキセン以外の直鎖ヘキセンは直鎖パラフィンの塩素処理によって作られる。

## 利用
1-ヘキセンの最も重要な利用法は、ポリエチレンのモノマーの一つとして使う方法である。高密度ポリエチレン、リニアポリエチレンにはそれぞれ2-4%、8-10%含まれている。
別の利用法としては、ヒドロホルミル化してアルデヒドとし、これからエナント酸が作られる。